# Spoorlijn Dax - Mont-de-Marsan
De spoorlijn Dax - Mont-de-Marsan was een Franse spoorlijn van Dax naar Mont-de-Marsan. De lijn was 62,0 km lang en heeft als lijnnummer 654 000.

## Geschiedenis
De lijn werd in gedeeltes geopend door de Compagnie des Chemins de fer du Midi, van van Saint-Sever naar Mont-de-Marsan op 12 augustus 1891 en van Dax naar Saint-Sever op 10 november 1899. 
Tussen 2 oktober 1938 en 1 mei 1945 was er geen personenvervoer op de lijn, op 7 april 1970 werd dit definitief gestaakt, tegelijk met het goederenvervoer tussen Narrosse en Montfort-en-Chalosse. Tussen Montfort-en-Chalosse en Augreilh was er goederenvervoer tot 1 maart 1987, tussen Dax en Narrosse tot 1 juni 2004, tussen Augreilh en Saint-Sever tot februari 2013 en tussen Saint-Sever en Mont-de-Marsan tot 1 november 2014.

## Aansluitingen
In de volgende plaats was er een aansluiting op de volgende spoorlijn:
Dax
RFN 655 000, spoorlijn tussen Bordeaux-Saint-Jean en Irun
RFN 656 000, spoorlijn tussen Puyoô en Dax
lijn tussen Dax en Azur
Saint-Sever
RFN 653 000, spoorlijn tussen Saint-Sever en Hagetmau
Mont-de-Marsan
RFN 642 000, spoorlijn tussen Marmande en Mont-de-Marsan
RFN 644 000, spoorlijn tussen Nérac en Mont-de-Marsan
RFN 652 000, spoorlijn tussen Morcenx en Bagnères-de-Bigorre
lijn tussen Luxey en Mont-de-Marsan

## Galerij

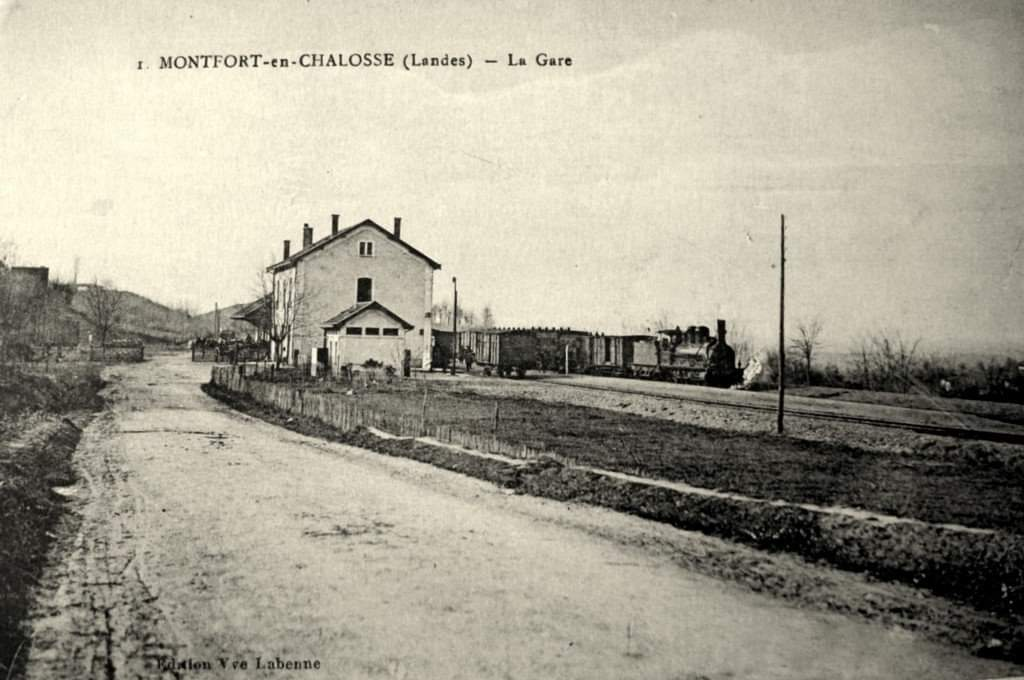
Station Montfort-en-Chalosse rond 1905.
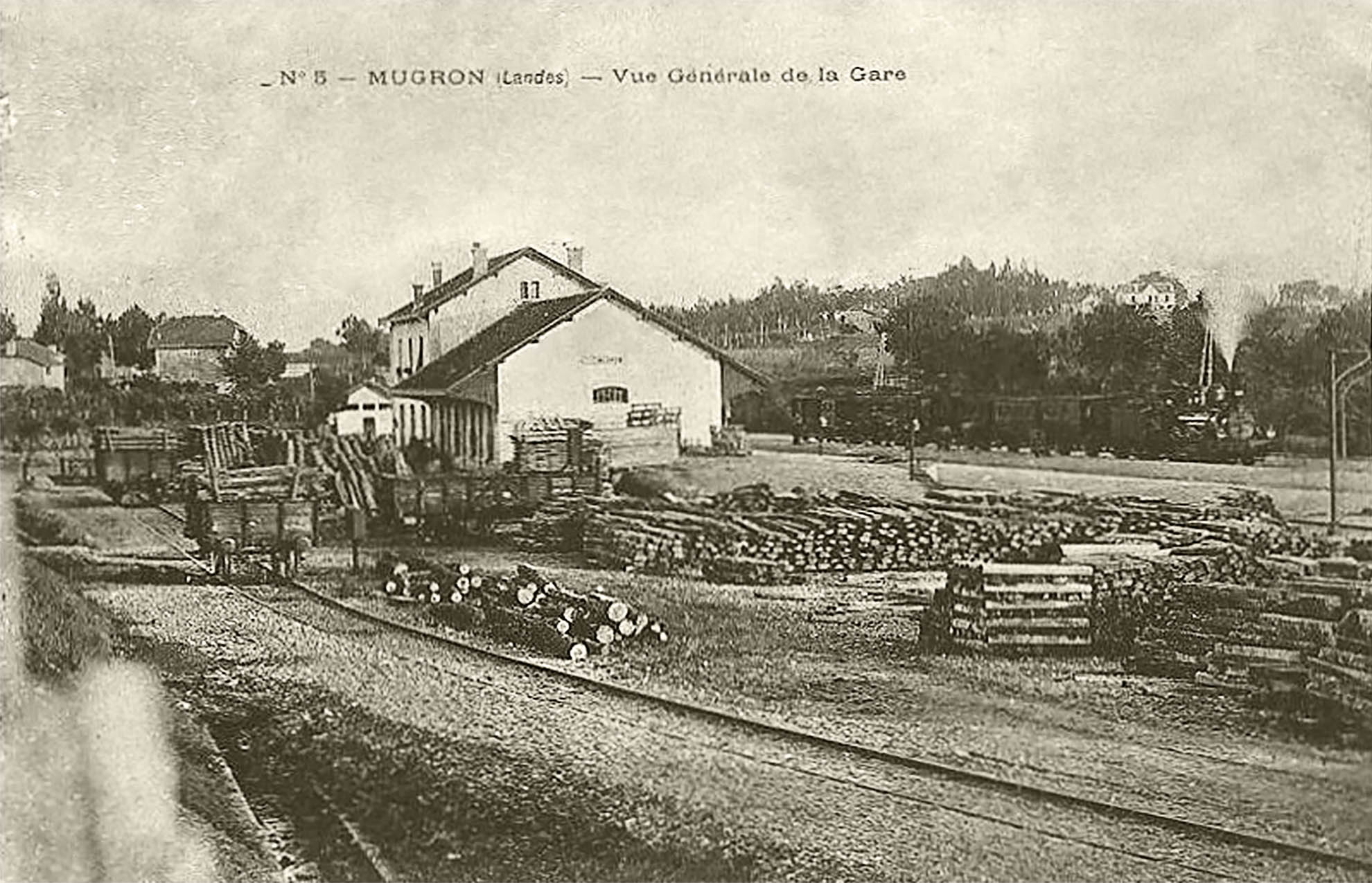
Station Mugron rond 1905.
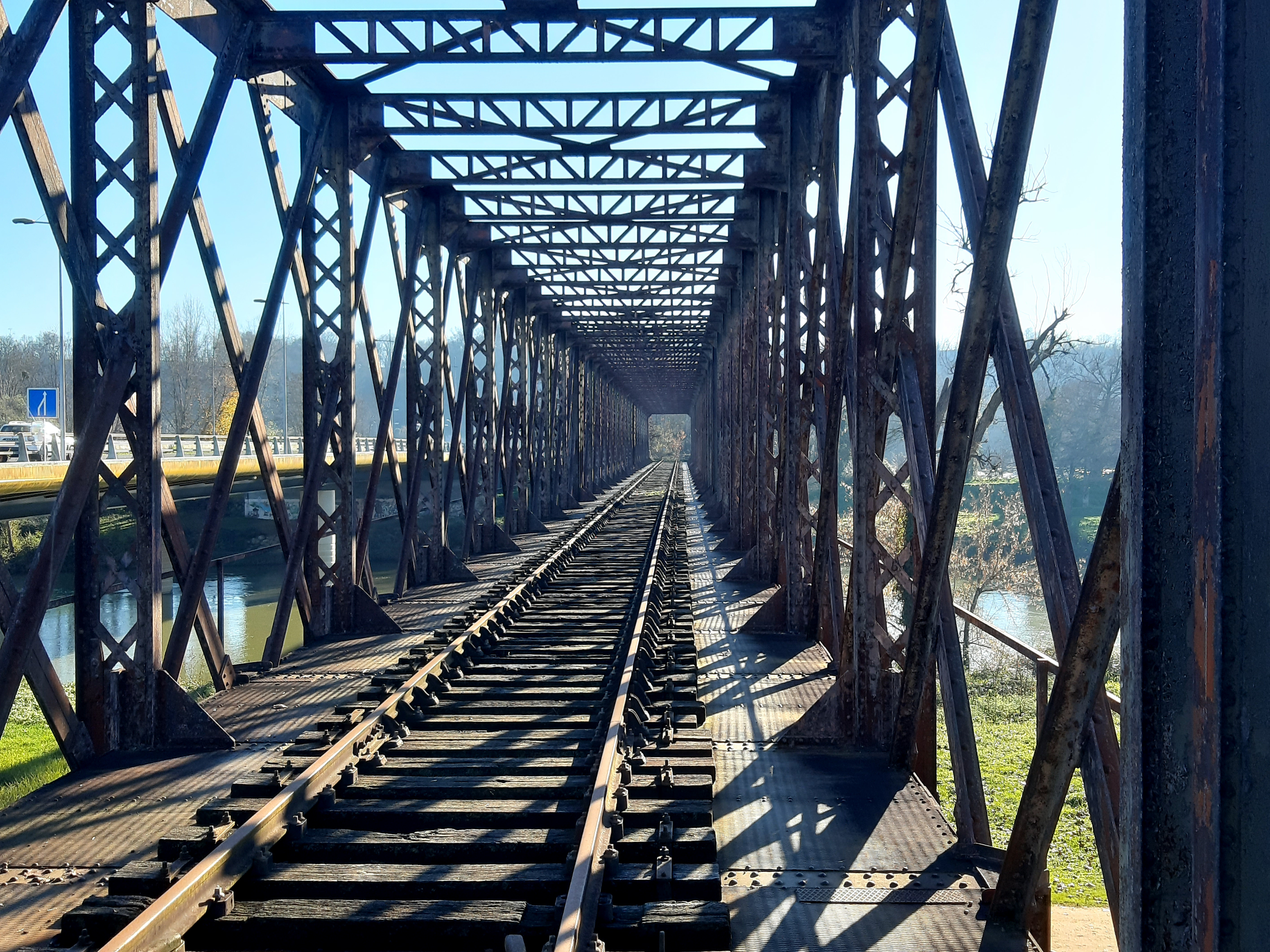
Spoorbrug over de Adour bij Saint-Sever.
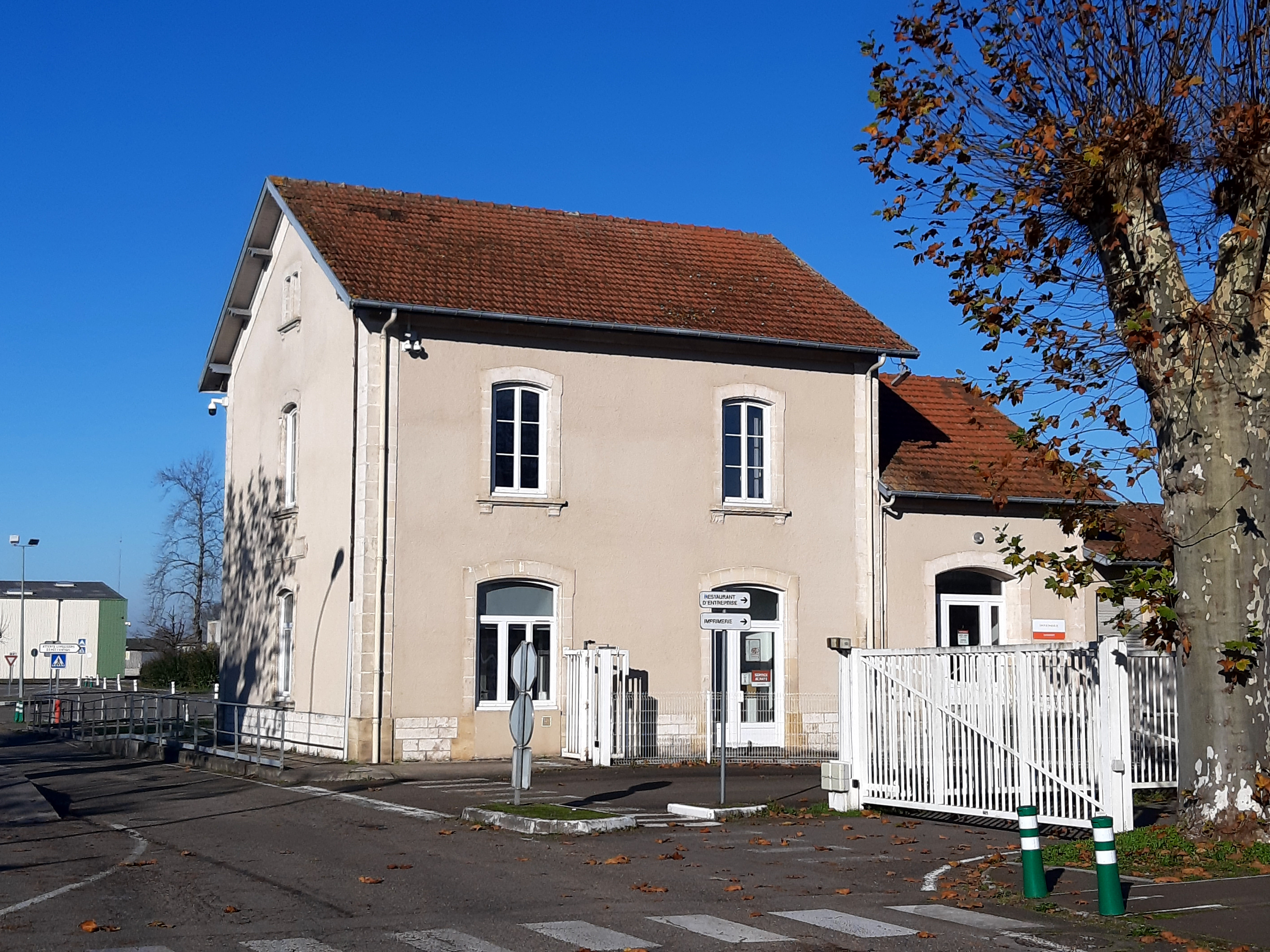
Station Mauco - Benquet in 2023.